# Anamizu (Ishikawa)
Anamizu (穴水町 Anamizu-machi?) es un pueblo localizado en la prefectura de Ishikawa, Japón. En octubre de 2019 tenía una población estimada de 7.897 habitantes y una densidad de población de 43,1 personas por km². Su área total es de 183,21 km².

## Geografía

### Localidades circundantes
- Prefectura de Ishikawa
  - Nanao
  - Noto
  - Shika
  - Wajima

## Demografía
Según los datos del censo japonés, esta es la población de Anamizu en los últimos años.
| 1995   | 2000   | 2005   | 2010  | 2015  |
| ------ | ------ | ------ | ----- | ----- |
| 12.053 | 11.267 | 10.549 | 9.735 | 8.786 |